# Pokrowsk (Rosja)
Pokrowsk (ros. Покровск, jak. Покровскай) – miasto w Rosji, w Jakucji; ośrodek administracyjny ułusu changałaskiego.
Leży na Płaskowyżu Nadleńskim na lewym brzegu Leny, 80 km powyżej Jakucka; 10 tys. mieszkańców (2005); ośrodek rejonu rolniczego; przemysł materiałów budowlanych; przystań rzeczna; muzeum regionalne.
Osiedle założone w 1682 roku pod nazwą Karaulnyj Mys; status osiedla typu miejskiego od 1941 r.; prawa miejskie w 1998 r.
Znajduje się tu siedziba Parku Narodowego „Słupy Leńskie”.